# Campurriondi
Camporriondi es un barrio de la parroquia de Argolibio en el concejo asturiano de Amieva (España.
Se encuentra a 3,8 km de Sames, la capital del concejo, a una altura media de 183 m s. n. m.